# سافت‌بال در المپیک تابستانی ۲۰۲۰
سافت‌بال یکی از ورزش‌های بازی‌های المپیک تابستانی ۲۰۲۰ است که از ۲۱ تا ۲۷ ژوئیه ۲۰۲۱ برگزار شد.
این مسابقات در بخش زنان و با حضور ۶ تیم انجام شد.

## تیم‌های صعود کرده
| تیم                 | مسابقات انتخابی                                    | حضور در المپیک |
| ------------------- | -------------------------------------------------- | -------------- |
| ژاپن                | Automatic as host nation of the Olympics           | ۵              |
| ایالات متحده آمریکا | 2018 WBSC Softball World Champion                  | ۵              |
| ایتالیا             | WBSC Softball Europe/Africa Qualification Champion | ۳              |
| مکزیک               | WBSC Softball Americas Qualification Champion      | ۱              |
| کانادا              | WBSC Softball Americas Qualification               | ۵              |
| استرالیا            | WBSC Softball Asia/Oceania Qualification           | ۵              |

## مدال‌آوران
| رویداد       | طلا | نقره | برنز |
| مسابقات زنان | ژاپن (JPN) · هاروکا آگاتسوما · مانا آتسومی · یاماتو فوجیتا · میو گوتو · هودوکا هارادا · یوکا ایچیگوچی · هیتومی کاواباتا · نایو کیوهارا · یوکییو مینه · سایاکا موری · مینوری نایتو · یوکیکو یونو · ساکی یامازاکی · اری یامادا · یو یاماموتو | ایالات متحده آمریکا (USA) · الی آگوئیلار · مونیکا آبوت · والری آریوتو · الای کاردا · آماندا چیدستر · ریچل گارسیا · هیلی مک‌کلنی · میشل مولتری · دجا مولیپولا · اوبری مونرو · بابا نیکلز · کت اوسترمن · جینی تاکدا · دلینی اسپولدینگ · کلسی استوارت | کانادا (CAN) · جنا کایرا · اما انترمینگر · لاریسا فرانکلین · جنیفر گیلبرت · سارا گرونوگن · کلسی هارشمن · ویکتوریا هیوارد · دنیل لاوری · جنت لیانگ · جویی لای · اریکا پولیدوری · کیلی رافتر · لورن بی-رگولا · جنیفر سالینگ · ناتالی ویدمن |

## جدول مرحله گروهی
خطای لوآ: bad argument #1 to 'gsub' (string is not UTF-8).

## مرحله فینال

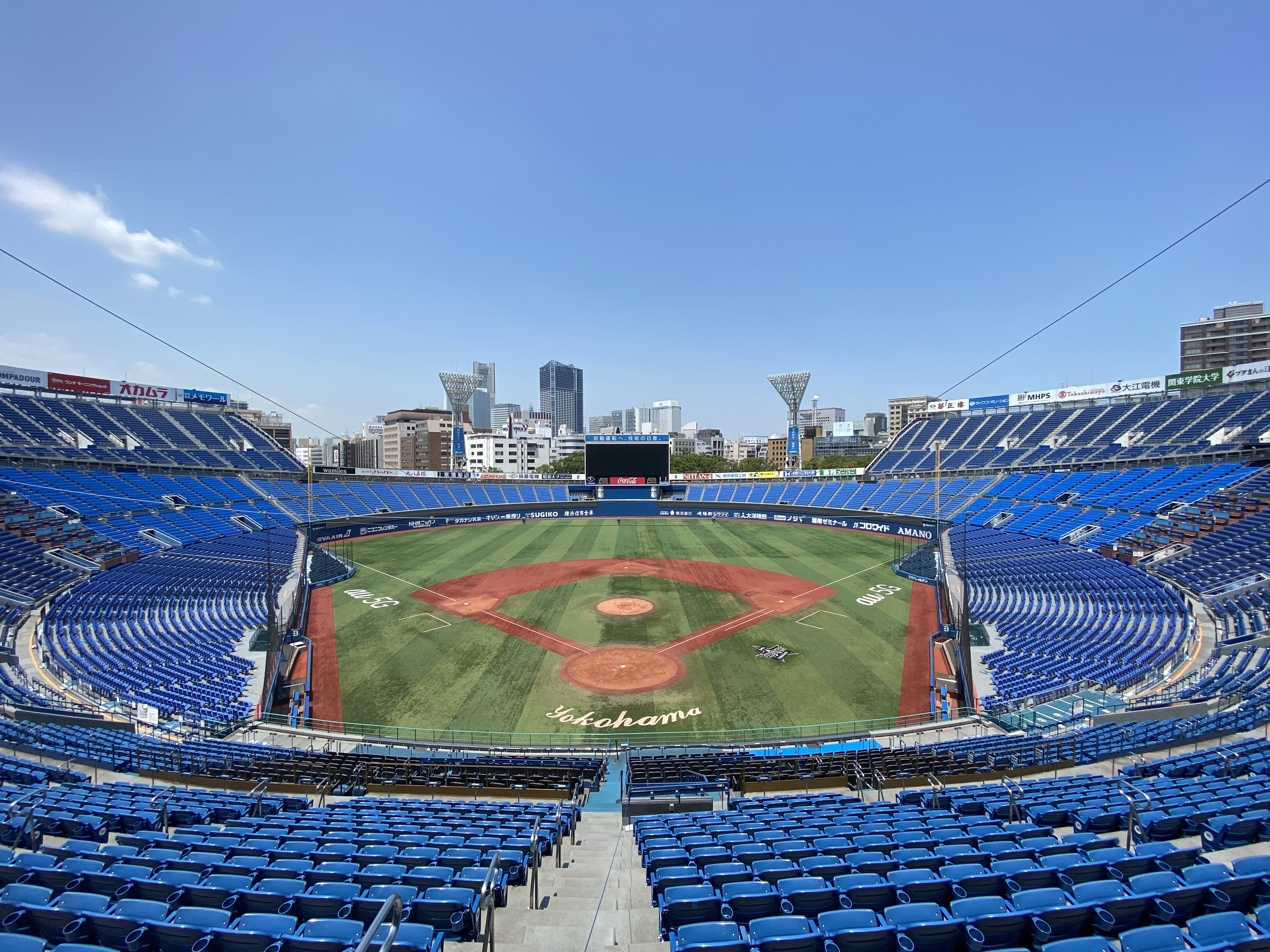
زمین ورزشی سافت‌بال\بیسبال

### مسابقه مدال برنز
| مکزیک                                                         | 0 | 0 | 1 | 0 | 1 | 0 | 0 | 2 | 7 | ۱ |
| کانادا                                                        | 0 | 2 | 0 | 0 | 1 | 0 | X | 3 | 6 | ۰ |
| WP: Danielle Lawrie (1–1) LP: Danielle O'Toole (0–2) Boxscore |   |   |   |   |   |   |   |   |   |   |

### مسابقه مدال طلا
| ژاپن                                                | 0 | 0 | 0 | 1 | 1 | 0 | 0 | 2 | 8 | ۰ |
| ایالات متحده آمریکا                                 | 0 | 0 | 0 | 0 | 0 | 0 | 0 | 0 | 3 | ۰ |
| WP: یوکیکو یونو (2–0) LP: Ally Carda (0–1) Boxscore |   |   |   |   |   |   |   |   |   |   |